# La donna dei fiori di carta
La donna dei fiori di carta è il terzo romanzo dello scrittore Donato Carrisi.

## Trama
1916, prima guerra mondiale, la linea del fronte tra Italia e Impero austro-ungarico passa sul monte Fumo. Il dottor Jacob Roumann, medico dell'esercito austriaco, viene convocato dal comandante che gli affida una missione: capire se uno degli italiani di recente catturati sia un ufficiale, in modo da organizzare uno scambio con il tenente colonnello che è a sua volta caduto prigioniero del nemico.
Roumann cerca la confidenza del prigioniero che accetta di rivelargli il proprio nome e grado a patto che sia disposto ad ascoltare la storia che ha da raccontargli. Il protagonista di questa è un uomo chiamato Guzman che, dopo avere sbarcato il lunario grazie alla propria capacità di affabulazione, ottenendo aiuto da sconosciuti in cambio delle storie che racconta, entra a servizio di un'anziana alpinista ungherese, Eva Molnàr. La donna lo tiene per anni al proprio servizio, fino alla morte.
Poco dopo Guzman si innamora di una donna bellissima, figlia dell'ambasciatore spagnolo a Parigi. La giovane concederà i propri favori solo all'uomo che indovinerà il suo nome che nessuno conosce. Sicuro di vincere la sfida, Guzman chiede consiglio alla vecchia amica Madame Li, l'ermafrodito più famoso di Marsiglia, e all'inventore di strumenti musicali Dardamel, già autore di un oboe a gas e di uno xilofono a motore. Un giorno a Parigi, durante un ricevimento, stupisce gli invitati indovinando sul momento il nome della ragazza.
Tra i due nasce l'amore, ma lui non le chiederà mai di sposarlo, e dopo qualche anno tra i due si inserirà un terzo incomodo, il principe italiano Davì, innamorato di Isabel dal momento in cui l'ha vista. Davì comincia a domandarsi come fare per portare via Isabel a Guzman e capisce che a lei manca la possibilità di avere una famiglia. Comincia a lavorare per conquistarla e, quando Guzman si accorge di cosa succede, se ne va di sua spontanea volontà, lasciandogli campo libero. Isabel va in America per iniziare una nuova vita e Davì la segue, ma il destino vuole che viaggi sul Titanic.
Il dottor Roumann si rende conto che la notte in cui sta ascoltando il racconto del prigioniero è il quarto anniversario di affondamento del transatlantico. Quanto c'è di autobiografico nella storia che ascolta? Per il prigioniero non c'è più speranza di salvezza, l'ufficiale austriaco con cui si voleva effettuare lo scambio ormai è morto. Roumann fa ancora in tempo a sentire la fine della storia prima della fucilazione, il destino di Davì e quello di Guzman, già malato terminale quando aveva lasciato libera Isabel. Dopo la guerra, il dottore si reca in America per incontrare Isabel e portarle l'ultimo messaggio del suo amante italiano.

## Edizioni
- Donato Carrisi, La donna dei fiori di carta, collana La piccola Gaja scienza, Longanesi, 2012, ISBN 978-88-304-3396-0.